# Lost (píseň, Linkin Park)
„Lost“ je píseň americké rockové skupiny Linkin Park. Původně byla nahrána pro jejich druhého studiového alba Meteora (2003). Oficiálně byla vydána až 10. února 2023 jako hlavní singl z reedice k 20. výročí alba.

## Videoklip
Kapela 10. února 2023 vydala videoklip k písni inspirovaný anime stylem. Vytvořila jej umělá inteligence. Ve videu se objevují animované záběry z živého alba Live in Texas.

## Seznam skladeb
| Digitální stažení | Digitální stažení | Digitální stažení |
| Pořadí            | Název             | Délka             |
| ----------------- | ----------------- | ----------------- |
| 1.                | "Lost"            | 3:19              |

## Obsazení

### Linkin Park
- Chester Bennington – zpěv
- Mike Shinoda – zpěv, klávesy, samplování
- Brad Delson – kytary
- Joe Hahn – gramofony, samplování
- Rob Bourdon – bicí
- Dave Farrell – basová kytara